# Шевченко Анатолій Михайлович (генерал)
Анато́лій Миха́йлович Шевче́нко — український військовик, бригадний генерал, начальник Військового інституту Київського національного університету імені Тараса Шевченка.

## Життєпис
Протягом 10 років проходив службу 24-й окремій механізованій бригаді, і за цей час був на посадах від командира батальйону до начальника штабу бригади, а у 2015 році очолив і саму бригаду.
З лютого 2015 до листопада 2017 року Анатолій Шевченко був командиром 24-ї окремої механізованої бригади імені Короля Данила.
Станом 2018—2020 роки Анатолій Шевченко обіймав посаду заступника командувача військ Оперативного командування «Захід», зокрема, з територіальної оборони.
У середині жовтня 2021 року Анатолій Шевченко став бригадним генералом.
Станом на вересень 2021 — січень 2022 року був заступником командувача Об'єднаних сил Апарату Головнокомандувача Збройних Сил України, а вже станом на березень — початок квітня 2022 року обіймав посаду начальника штабу — першого заступника командувача Об'єднаних сил.
Станом на грудень 2022 року і до сьогодні є начальником Військового інституту Київського національного університету імені Тараса Шевченка

## Військове звання
- бригадний генерал (з жовтня 2021)[14]
- полковник (станом на 2015 і до жовтня 2021)[2][6]